# Melanoptilon tamfana
Melanoptilon tamfana là một loài bướm đêm trong họ Geometridae.